# استان کوروگو
استان کوروگو (به لاتین: Kourwéogo Province) یک منطقهٔ مسکونی در بورکینافاسو است که در ناحیه پلاتیوکس مرکزی واقع شده‌است. استان کوروگو ۱٬۵۸۸ کیلومتر مربع مساحت و ۱۸۱٬۲۰۲ نفر جمعیت دارد.